# Hyposoter meridionalis
Hyposoter meridionalis là một loài tò vò trong họ Ichneumonidae.